# Полоса подавления

Полоса подавления идеального заграждающего фильтра. Изображены области как отрицательных, так и положительных угловых частот.

Полоса́ подавле́ния — полоса частот между двумя определёнными частотами, в которой сигнал электрической схемы или другой динамической системы, например механической, такой как электронный фильтр , телефонная линия, не пропускается. Сигнал с частотами, лежащими между нижней и верхней частотных границ существенно ослабляется по сравнения с сигналами с частотами вне этого диапазона.
Граничными частотами называется те, на которых мощность выходного сигнала относительно входного усиливается или ослабляется в определённое число, обычно принимается ослабление на 3 децибела. На рисунке граничные частоты обозначены {\displaystyle \omega _{L}} и {\displaystyle \omega _{H}} — нижняя и верхняя соответственно. Разность {\displaystyle \omega _{H}-\omega _{L}} этих частот называется шириной полосы подавления и измеряется в герцах или рад/с.